# Liste der Baudenkmale in Gustow
In der Liste der Baudenkmale in Gustow sind alle Baudenkmale der Gemeinde Gustow (Landkreis Vorpommern-Rügen) und ihrer Ortsteile aufgelistet. Grundlage ist die Veröffentlichung der Denkmalliste des Landkreises Vorpommern-Rügen, Auszug aus der Kreisdenkmalliste vom August 2015.

## Gustow
| ID  | Lage                       | Bezeichnung         | Beschreibung | Bild                |
| --- | -------------------------- | ------------------- | ------------ | ------------------- |
| 340 | (Karte)                    | Friedhof, Mordwange |              | Friedhof, Mordwange |
| 342 | (Karte)                    | Kirche              |              | Weitere Bilder      |
| 341 | Dorfstraße 15 (Karte)      | Gutsscheune         |              |                     |
| 341 | Dorfstraße 15 (Karte)      | Kavaliershaus       |              |                     |
| 341 | Dorfstraße 15 (Karte)      | Schuppen            |              |                     |
| 341 | Dorfstraße 15, 15a (Karte) | Gutsanlage          |              |                     |
| 341 | Dorfstraße 15a (Karte)     | Gutshaus            |              |                     |

## Prosnitz
| ID  | Lage               | Bezeichnung            | Beschreibung | Bild           |
| --- | ------------------ | ---------------------- | --- | -------------- |
| 505 | Prosnitz (Karte)   | Schanzenanlage         | | Weitere Bilder |
| 504 | Prosnitz 1 (Karte) | Ehem. Gutshaus (Hotel) | 1-gesch., 11-achs., sanierter Putzbau vom Anfang des 19. Jahrhunderts mit 2.gesch. Mittelrisalit, seit 1994 Hotel, letzter Gutsbesitzer: Familie Krüger bis 1942. |                |

## Sissow
| ID  | Lage             | Bezeichnung                | Beschreibung | Bild |
| --- | ---------------- | -------------------------- | ------------ | ---- |
| 737 | Sissow 1 (Karte) | Gutshaus (Gutsanlage)      |              |      |
| 737 | Sissow 2 (Karte) | Verwalterhaus (Gutsanlage) |              |      |

## Quelle
- Denkmalliste Landkreis Rügen